# Gouvernement Tartus
Tartus (arabisch مُحافظة طرطوس, DMG Muḥāfaẓat Ṭarṭūs) ist eines der 14 syrischen Gouvernements und liegt im Westen des Landes an der Grenze zum Libanon. Im Westen grenzt das Gouvernement an das Mittelmeer. Auf einer Fläche von 1.890 km² leben rund 785.000 Einwohner (Schätzung 2010). Hauptstadt des Gouvernements ist Tartus.

## Distrikte
Das Gouvernement ist in fünf Distrikte (Mintaqa) unterteilt:
- asch-Schaich Badr
- Baniyas
- Duraikisch
- Safita
- Tartus